# Coti-Chiavari
Coti-Chiavari é uma comuna francesa na região administrativa de Córsega, no departamento de Córsega do Sul. Estende-se por uma área de 63,33 km². 